# Jōetsu
Jōetsu (上越市 Jōetsu-shi?) es una ciudad japonesa ubicada en las costas de la prefectura de Niigata. Su área es de 973 km² y su población estimada para 2014 es de 198 981 habitantes.

## Historia
En la antigüedad Jōetsu fue capital de la Provincia de Echigo, en el Período Sengoku el Castillo Kasugayama ubicado en la ciudad fue base para Daimyōs como Uesugi Kenshin.
Jōetsu fue fundada el 29 de abril de 1971 cuando las ciudades Takada y Naoetsu fueron consolidadas. Formó parte del Distrito Nakakubiki (中頸城郡) hasta el 31 de diciembre de 2004.
En 2005 La ciudad de Yasuzuka (安塚町),los pueblos de Itakura (板倉町),Kakizaki (柿崎町),Ōgata (大潟町),Yoshikawa (吉川町),Nadachi (名立町) y las villas de  Kiyosato (清里村),Kubiki (頸城村),Nakagō (中郷村) y Sanwa (三和村) fueron fusionados a la nueva ciudad de Jōetsu.

## Clima
Jōetsu cuenta con un clima subtropical húmedo, debido a su ubicación costera y a la cercanía del monte Hotaka es soplada por vientos tanto desde el mar como de tierra. La región es la parte más húmeda de baja altitud de la zona templada del hemisferio norte, aparte de la región Owase de la península de Kii, recibiendo un promedio de alrededor de 2,8 metros de precipitación por año.
Los vientos fríos del anticiclón de Siberia ayudan a que Jōetsu tenga un promedio de 6,3 metros de nieve,pero el Ciclón Aleutiano la tiende a fundir de manera rápida incluso durante el invierno. El 26 de febrero de 1945, Jōetsu recibió 3,77 metros de nieve en un día. La caída anual de nieve más significativa, desde el inicio de las mediciones nevadas regulares en 1953, fue de 14,94 metros en la temporada 1985/1986 y en precipitación total mensual de 942 milímetros en enero de 1945, mientras que el mes más seco fue agosto de 1985 con 16 milímetros.
| Parámetros climáticos promedio de Jōetsu (1981～2010) | Parámetros climáticos promedio de Jōetsu (1981～2010) | Parámetros climáticos promedio de Jōetsu (1981～2010) | Parámetros climáticos promedio de Jōetsu (1981～2010) | Parámetros climáticos promedio de Jōetsu (1981～2010) | Parámetros climáticos promedio de Jōetsu (1981～2010) | Parámetros climáticos promedio de Jōetsu (1981～2010) | Parámetros climáticos promedio de Jōetsu (1981～2010) | Parámetros climáticos promedio de Jōetsu (1981～2010) | Parámetros climáticos promedio de Jōetsu (1981～2010) | Parámetros climáticos promedio de Jōetsu (1981～2010) | Parámetros climáticos promedio de Jōetsu (1981～2010) | Parámetros climáticos promedio de Jōetsu (1981～2010) | Parámetros climáticos promedio de Jōetsu (1981～2010) |
| Mes                                                   | Ene.                                                  | Feb.                                                  | Mar.                                                  | Abr.                                                  | May.                                                  | Jun.                                                  | Jul.                                                  | Ago.                                                  | Sep.                                                  | Oct.                                                  | Nov.                                                  | Dic.                                                  | Anual                                                 |
| ----------------------------------------------------- | ----------------------------------------------------- | ----------------------------------------------------- | ----------------------------------------------------- | ----------------------------------------------------- | ----------------------------------------------------- | ----------------------------------------------------- | ----------------------------------------------------- | ----------------------------------------------------- | ----------------------------------------------------- | ----------------------------------------------------- | ----------------------------------------------------- | ----------------------------------------------------- | ----------------------------------------------------- |
| Temp. máx. abs. (°C)                                  | 19.4                                                  | 21.9                                                  | 30.0                                                  | 32.3                                                  | 33.1                                                  | 36.4                                                  | 38.9                                                  | 40.3                                                  | 37.8                                                  | 33.3                                                  | 27.7                                                  | 23.7                                                  | 40.3                                                  |
| Temp. máx. media (°C)                                 | 5.9                                                   | 6.3                                                   | 10.3                                                  | 17.5                                                  | 22.2                                                  | 25.4                                                  | 29.1                                                  | 31.3                                                  | 26.8                                                  | 21.2                                                  | 15.3                                                  | 9.5                                                   | 18.4                                                  |
| Temp. mín. media (°C)                                 | -0.6                                                  | -1.0                                                  | 1.0                                                   | 5.8                                                   | 11.2                                                  | 16.5                                                  | 21.0                                                  | 22.4                                                  | 18.2                                                  | 11.6                                                  | 5.9                                                   | 1.8                                                   | 9.5                                                   |
| Temp. mín. abs. (°C)                                  | -10.7                                                 | -13.2                                                 | -10.3                                                 | -6.5                                                  | -0.4                                                  | 6.4                                                   | 11.6                                                  | 13.0                                                  | 8.3                                                   | 1.2                                                   | -2.0                                                  | -7.8                                                  | -13.2                                                 |
| Precipitación total (mm)                              | 419.1                                                 | 262.0                                                 | 194.2                                                 | 96.1                                                  | 95.7                                                  | 145.3                                                 | 210.6                                                 | 150.4                                                 | 206.2                                                 | 210.8                                                 | 342.0                                                 | 423.1                                                 | 2755.5                                                |
| Nevadas (cm)                                          | 247                                                   | 193                                                   | 86                                                    | 9                                                     | 0                                                     | 0                                                     | 0                                                     | 0                                                     | 0                                                     | 0                                                     | 3                                                     | 92                                                    | 630                                                   |
| Días de precipitaciones (≥ 0.5 mm)                    | 25.8                                                  | 22.0                                                  | 20.5                                                  | 12.9                                                  | 12.2                                                  | 13.2                                                  | 14.6                                                  | 11.4                                                  | 15.5                                                  | 16.5                                                  | 19.4                                                  | 23.5                                                  | 207.5                                                 |
| Días de nevadas (≥ 1 mm)                              | 26.1                                                  | 25.4                                                  | 17.3                                                  | 2.7                                                   | 0.0                                                   | 0.0                                                   | 0.0                                                   | 0.0                                                   | 0.0                                                   | 0.0                                                   | 0.6                                                   | 12.4                                                  | 84.5                                                  |
| Horas de sol                                          | 65.4                                                  | 79.6                                                  | 120.7                                                 | 181.1                                                 | 196.3                                                 | 150.9                                                 | 153.8                                                 | 195.0                                                 | 129.4                                                 | 134.5                                                 | 104.1                                                 | 80.0                                                  | 1590.8                                                |
| Humedad relativa (%)                                  | 78                                                    | 76                                                    | 72                                                    | 67                                                    | 71                                                    | 77                                                    | 80                                                    | 77                                                    | 79                                                    | 77                                                    | 77                                                    | 76                                                    | 75.6                                                  |
| Fuente n.º 1: Japan Meteorological Agency             |                                                       |                                                       |                                                       |                                                       |                                                       |                                                       |                                                       |                                                       |                                                       |                                                       |                                                       |                                                       |                                                       |
| Fuente n.º 2: Japan Meteorological Agency (records)   |                                                       |                                                       |                                                       |                                                       |                                                       |                                                       |                                                       |                                                       |                                                       |                                                       |                                                       |                                                       |                                                       |